# Swallow Your Pride
Swallow Your Pride är en debutsingel framförd av den svenska sångerskan Rhys, skriven av Rhys och Jörgen Elofsson. 
Låten har sålt guld och har utsetts till Veckans Låt på Sveriges Radio P3. Engelska musikbloggen The Line Of Best Fit beskrev den som ”stunning… at once comforting and melancholy”.